# Station Clerval
Station Clerval is een spoorwegstation in Clerval de Franse gemeente Pays de Clerval.
Het wordt bediend door de treinen van TER Bourgogne-Franche-Comté.